# 亨里克·易卜生
亨里克·约翰·易卜生（挪威語：Henrik Johan Ibsen，1828年3月20日—1906年5月23日），生于挪威希恩，挪威剧作家与戏剧导演，被认为是现代现实主義戏剧的创始人。
他的许多剧作在当时被认为是丑闻，因为当时维多利亚式的家庭价值观和礼仪是社会的标准，而任何对这个标准提出疑义和挑战的看法都被看做是不道德和可憎的。易卜生的作品显示了在这个表面以下的实际情况，而当时的社会不愿看到这个实际现象。
易卜生用無情的眼光来看生活的实际，提出了新的道德问题，由此他创立了现代的话剧。在他之前，话剧总是一场道德的教育剧，其高贵的主人公向黑暗的势力进行斗争。每部话剧都应该有一个“适当”的结局，好人应该有好的结局，不道德的人应该被惩罚。易卜生将这个模板完全颠倒了，他向当时的信仰挑战，摧毁了他的观众的幻想。
易卜生出生于一个小康家庭。他的故乡是挪威海滨的一个以出口木材为主的小港。他出生后不久家庭状况开始变坏。他的母亲企图在宗教中寻找安慰，而他的父亲则陷入一场严重的忧郁症。易卜生作品中的人物往往与他的父母相似，而剧情则往往与经济困难有关。

## 生平
1828年易卜生出生於挪威南部小城希恩的一個木材商人的家庭，後來家道中落。
易卜生14岁时离开父母，14歲到小城格里姆斯塔做药店学徒并开始写剧。青年時受歐洲資產階級民主革命影響，曾參加挪威民族獨立運動。
1848年開始寫作詩歌和劇本，第一個劇本是三幕詩劇《凱替萊恩》。1850年易卜生到奧斯陸報考大學，但未被錄取，同年完成第一部剧作，当时他才22岁，但这部剧未被上演，他第一部上演的剧是同年的《墓地》，但这部剧没有获得多少注意。他此后几年中暫停創作，但他并没有放弃写剧。
1851年10月經人推薦入卑爾根劇院任編劇和舞台主任，開始職業戲劇家的生涯。他在挪威剧院工作期間，在那里他作为作家、导演和制作者参加了145部剧作的制作。在这段时间里他虽然没有自己写剧，但是他从工作中获得了许多实际经验，而这些经验后来对他的剧作有很大的作用。
1857年他回到奥斯陆。当时他的经济状况非常坏，但他1859年结婚。他对挪威的生活非常不满，因此1864年去意大利。此后27年中他没有再回到故乡。而当他回到挪威时，他已经是一个備受争議，但有名的剧作家。
他此后的两部剧作，1865年的《布朗德》和1867年的《培尔·金特》为他带来了他所希望的名氣和錢財。
这些成功给他带来了自信，他开始越来越多地将他自己的信任和判断加入他的剧作。他将此称为“思想的话剧”。他此后的一系列剧作被称为是他的黄金时代。他的威信不断增强，他本人越来越成为欧洲剧作争论的中心。
1906年5月23日逝世于奥斯陆。

## 著作
易卜生的戲劇創作大致可分三個時期。其早期的劇作大多採用挪威古代英雄傳奇、歌謠和歷史改編創作，屬於富於民族色彩的浪漫主義戲劇。他根據挪威古代英雄傳說和用中世紀的民間創作，改編了多部劇本，如《凱替萊恩》、《英格夫人》、《奧拉夫．利列克朗》、《覬覦王位的人》等。《英格夫人》描寫十六世紀挪威北方女英雄英格夫人的故事，《覬覦王位的人》則是寫挪威從封建割據到民族統一時期的鬥爭，作品借歌頌古代英雄宣傳民族團結，激發民眾的愛國熱情，並以此倡導挪威的民族戲劇。稍後的《布朗德》、《培尔·金特》開始向現實主義轉變。
中期創作約在1869年至1890年期間，十九世紀七十年代以後，巴黎公社革命引起歐洲社會矛盾的激化，這使易卜生對資本主義社會和制度的認識有所加深。他把注意力從中世紀民間文學轉移到當前現實生活方面來。他的創作從浪漫主義轉向現實主義。他往往以日常生活為素材，從多方面剖析社會問題，揭露和批判的鋒芒直指資產階級社會的種種弊端，觸及到法律、宗教、道德乃至國家、政黨、體制等各個領域。因此人們稱之為「社會問題劇」。
重要劇作有《青年同盟》、《社會支柱》、《玩偶之家》、《群鬼》、《人民公敵》等。1891年，易卜生六十三歲時回到久別的祖國，在奧斯陸度晚年，他晚期的創作，不像中期那樣熱情、犀利，顯得冷峻、深邃，轉向心理描寫和精神分析，也有悲觀情緒和象徵主義色彩，作品有《野鴨》、《建築大師》等。1898年易卜生七十壽辰時，挪威文化界聚會慶祝他的生日，挪威國家劇院為他樹立了一尊銅像以示敬意。易卜生一生共寫過二十六個劇本和許多詩篇。他的劇作對現代戲劇發展具有深刻而廣泛的影響，故而被稱譽為「現代戲劇之父」。
作品列表：
- 凯蒂琳（英语：Catiline (play)）[註 1]，Catilina，1850
- 武士冢（英语：The Burial Mound）[3]，1850
- 诺尔玛，或政治家的爱情（英语：Norma (play)）[3]，Norma，1851
- 圣约翰的除夕（英语：St. John's Eve (play)），Sancthansnatten，1852
- 苏尔豪格的宴会（英语：The Feast at Solhaug），1854
- 厄斯特洛特的英格夫人（英语：Lady Inger of Ostrat），1857
- 奥拉夫·利列克朗（英语：Olaf Liljekrans），1857
- 海尔格伦的海盗（英语：The Vikings at Helgeland），1858
- 爱的喜剧（英语：Love's Comedy），1862
- 覬覦王位的人（英语：The Pretenders (play)），Kongs-Emnerne，1863
- 布朗德（英语：Brand (play)）[註 2]，1866
- 培尔·金特[註 3]，Peer Gynt，1867
- 青年同盟（英语：The League of Youth），1869
- 诗集（英语：Digte），1871
- 皇帝与加利利人（英语：Emperor and Galilean），1873
- 社会支柱（英语：The Pillars of Society），1877
- 玩偶之家，Et dukkehjem 1879
- 群鬼，1881
- 人民公敵，En Folkefiende，1882
- 野鸭（英语：The Wild Duck），1884
- 罗斯莫庄（英语：Rosmersholm），1886
- 海上夫人，Fruen fra Havet，1888
- 海达·高布乐（英语：Hedda Gabler），1890
- 建築大師，Bygmester Solness，1892
- 小艾友夫（英语：Little Eyolf），Lille Eyolf，1894
- 约翰·盖勃吕尔·博克曼（英语：John Gabriel Borkman），John Gabriel Borkman，1896
- 咱们死人醒来的时候，Når vi døde vågner，1899

## 作品評述
易卜生1879年的《玩偶之家》是对维多利亚婚姻中男人和女人角色的一个尖锐的批评。他的主人公娜拉在认识到她的丈夫并不是她一直以为是的高贵的人物后离开了她的丈夫去寻找一个更宽广的世界。她在这个家庭裡的角色是一个玩偶，而她的家庭则是一个“玩偶世家”。她的丈夫总是称她为“我的小鸟”或“我的小松鼠”。她甚至没有权利拥有自己的信箱钥匙。为了拯救她丈夫的生命，她在借據上伪簽了她父亲的名字，为此有人向她提出勒索。她丈夫因此要与她离婚，因为对她丈夫来说唯一重要的是他自己的名誉，而不是娜拉对他的爱。《玩偶之家》上演後，引起了資產階級社會的非難和指責，特別是娜拉的出走，招來許多非議，認為娜拉不守婦道等等。
后来对娜拉提出告訴的人撤回勒索，在维多利亚的话剧中这可以是一切问题的解决，但对易卜生和对娜拉来说此时已经为时已晚，他们无法再返回了。娜拉的幻想破灭了，她决定离开她的丈夫和儿女，离开她的玩偶世家，去发现什么是真的什么不是真的。对当时的人来说，这是一场丑闻。离婚是一件非常丢脸的事，而这样来描绘离婚是完全不可被接受的。有些剧院不肯演出这部剧，易卜生被迫写一个不这么黑暗的结尾。这使他非常愤怒。最后在首演前的最后一刻他提出了一个“更改”。
　
1881年的《群鬼》是另一部对维多利亚道德观的批评。一个寡妇向牧师懺悔她婚中的罪恶，尽管她心爱的人並不忠心，她的牧师曾劝她与她心爱的人结婚，她相信她的爱可以感化她的爱人，因此她听她的牧师的话与她的爱人结婚了。但她并未获得她所希望获得的。到他死为止他始终与其他女人有往来。其结果是他们的孩子患了梅毒。当时即使提到这个性病就已经是一件丑闻了，而易卜生一反当时的惯例，让一个按照当时的道德观念非常道德的人不但没有受到这个道德的保护，而且成为受害者，这就更不可思议了。她没有获得按照维多利亚道德观她应该获得的高贵的生活，虽然她尽了她所应尽的义务。这些理想的道德观是“过去”的幽灵，它们今天还在迫害人。
此时社会上对易卜生的批评达到了最顶点。但社会本身失去了对其大众的控制。许多人并没有生活在维多利亚的理想的生活中。他们想要看易卜生的话剧因为这些话剧显示了他们已经知道的现实。社会的潮流变了。
在1882年的《人民公敌》中易卜生又向外跨了一步。此時冲突是重要的，而且是剧情的一个必要成分，但所有的冲突都是在家庭的基础上的。在这部剧中冲突成为剧情的内容，而整个社会成为反面人物。这部剧的中心思想是个人有时可能比大众更“正确”，而大众在这部剧中则是无知和羔羊一般。维多利亚时代的人相信社会是一个高贵的、可信任的机构，而易卜生则对这个信仰提出挑战。
主人公是一位医生，是社会的一个支柱。他所住的小城是一个疗养圣地，其中心是该城的公共浴场。主人公发现浴场的水被当地的一个皮革厂污染了。他将他的发现公布后希望成为当地的英雄，因为他挽救了小城的名声，防止了疗养的客人被感染。但相反地他被当地人视为“人民公敌”，后来甚至有人向他的家扔石头。最后他被迫离开了小城。对观众来说小城和医生都面临着一场显而易见的灾难，但当地的社会不愿面对事实。
此时观众已经习惯了他对固有信仰和假设的攻击，但他的下一部剧不是对维多利亚时代的人进行攻击，而是对过于热情的改革者和他们的理想主义。易卜生是一个反对偶像崇拜的人，就算对他自己的政治立场的人的思想观念他也毫不留情。
1884年的《野鸭》被许多人看做是易卜生最好的一部作品，它也是易卜生最复杂的一部作品。在这部剧中格里格离乡多年后回到家乡遇到了他童年的朋友黑阿马。格里格坚持他对真理的探求，或用他自己的话来说“真理的召唤”。在剧的发展中他发现了他的朋友的欢乐的家庭后面的许多秘密，其中包括他自己的父亲与他的女仆吉娜有一个孩子，为了掩盖这个事实，他的父亲将吉娜嫁给了黑阿马来使得这个孩子合法化。此外另一个人因为他父亲做的一次案被错误地判决入狱。黑阿马整天只考虑他的发明创造，他家庭的收入都是他的妻子赚来的。
易卜生使用了反嘲的手段：虽然格里格坚持真理，但他从来不直接说他想要说的话，而总是暗示，一直到剧的高峰没人理解他到底在说什么。黑阿马一直将格里格的暗示和暗语当作耳旁风，一直到他认识到真理：他的女儿黑德维格不是他自己的孩子。受格里格的影响，为了坚持真理他遗弃了这个孩子。格里格发现他做错了事，决定弥补他的错误，他建议黑德维格牺牲她的宠物，一只受伤的野鹅，来向黑阿马证明她的爱。黑德维格是所有人物中唯一一个认识到格里格一般总是用暗示的方法来说他要说的话，没有认识到这次格里格直接说出了他的意思，她试图寻找出格里格到底建议她做什么，最后她决定牺牲自己来证明她的爱。黑阿马和格里格认识到有时真理是人的心无法忍受的，但他们的认识来得太晚了。
易卜生被上演最多的剧可能是1890年的《海达·高布乐》，其中的女主角至今为止被看做是最困难和最完美的角色，她与《玩偶之家》中的娜拉有些相似的地方。
易卜生完全改变了剧作的规则。今天他的现实主义是我们在话剧院中所看到的许多话剧的基础。从易卜生开始，话剧中的对现实的挑战和对现实的直接反映使得话剧从一种娱乐变为了一种艺术。
1891年易卜生回到挪威，但此时的挪威已经不是他离开时的挪威了。事实上，他在改变这个社会的过程中起了一个重要作用。维多利亚时代已经摇摇欲坠了，现代化社会不只在剧院中，而且在整个社会生活中到来了。